# Centrale Méditerranée
Centrale Méditerranée, anciennement École centrale de Marseille, est l'une des 204 écoles d'ingénieurs françaises accréditées au 1er septembre 2020 à délivrer un diplôme d'ingénieur, dit «d'ingénieur centralien».
Elle est située à Marseille, au sein du Technopôle de Château-Gombert, dans le quartier de Château-Gombert, appartenant au 13e arrondissement de la ville ainsi qu'à Nice où elle développe depuis 2023 son diplôme de Bachelor. L'école a le statut d'établissement public à caractère scientifique, culturel et professionnel. Établie sous sa forme actuelle en 2006, elle est l'héritière de l'École d'Ingénieurs de Marseille fondée en 1891 et appartient désormais au Groupe des Écoles centrales. 
Grande école jouissant d'un certain prestige dans la région Provence-Alpes-Côte d'Azur – elle est « plus prestigieuse école d'ingénieurs de la région PACA » d'après Le Monde –, l'établissement assure depuis sa création la formation d'ingénieurs, recrutés depuis 2004 par un concours d'admission parmi les plus sélectifs de ceux préparés par les élèves de classes préparatoires.

## Historique

### Développement de l'industrie portuaire à Marseille auXIXesiècle
Depuis le milieu du XIXe siècle, la chambre de commerce de Marseille a identifié le besoin grandissant d'ingénieurs mécaniciens pour l'industrie régionale en expansion. Dans un premier temps, la chambre de commerce soutient et subventionne la création de l'École d'arts et métiers à Aix-en-Provence (1843), qui ne répond pas cependant à tous les besoins d'ingénierie dans une ville portuaire. « Le port du XIXe siècle serait un port d'ingénieurs, » d'où le besoin d'une filière de formation régionale d'ingénieurs capables de prendre en main l'expansion portuaire dans l'intérêt de la chambre de commerce, face au Corps des Ponts et Chaussées dirigé depuis Paris.

### La fondation de l'École d'ingénieurs de Marseille en 1891
Créée en 1891 sous l'impulsion d'un « Comité de patronage des hautes études » présidé par Félix Baret, maire de Marseille, l'École a notamment pour administrateurs-fondateurs Jules Macé de Lepinay, professeur de physique à la Faculté des sciences de Marseille, Ernest Marguery, avocat, adjoint au maire de Marseille, ainsi que Louis Ostrowsky, Ingénieur des Arts et Manufactures (École centrale de Paris), qui en devient le directeur-fondateur. Une convention fut ainsi passée le 12 septembre 1891 décidant de « la création d'un établissement d'enseignement supérieur technique formant des ingénieurs pour toutes les branches de l'industrie » dont le programme initial s’inspira de celui de Centrale Paris. Elle devait être ouverte aux bacheliers.

### Évolution des formations d'ingénieurs à Marseille auXXesiècleaboutissant à l'École centrale de Marseille
En 2003, l'École généraliste d'ingénieurs de Marseille (EGIM) est créée à la suite de la fusion de trois ENSI :
- l'École nationale supérieure de physique de Marseille (ENSPM), créée en 1959.
- l'École nationale supérieure de synthèses, procédés et ingénierie chimiques d'Aix-Marseille (ENSSPICAM, créée en 1989) et résultant de la fusion de l'École Supérieure de Chimie de Marseille (ESCM, 1909) et de l'École Supérieure d'Ingénierie, de Pétrochimie et de Synthèse Organique Industrielle (ESIPSOI, 1959).
- l'École supérieure de mécanique de Marseille (ESM2), créée en 1991.

L'EGIM est rejointe en 2004 par l'École supérieure d'ingénieurs de Marseille (ESIM), issue en 1972 du regroupement de l'École d'ingénieurs de Marseille (EIM, 1891), de l'École d'électricité industrielle de Marseille (EEIM, 1907) et l'École de radioélectricité et d'électronique de Marseille (EREM, 1942) et devient officiellement « École centrale de Marseille » le 27 septembre 2006.
Centrale Méditerranée se trouve ainsi dotée d'une double capacité : d'une part, la recherche, grâce aux regroupements des laboratoires des différentes écoles, d'autre part, des liens avec les entreprises, longtemps entretenus par les écoles gérées par la Chambre de commerce et d'industrie de Marseille. La première promotion est sortie en 2006.

### Histoire récente

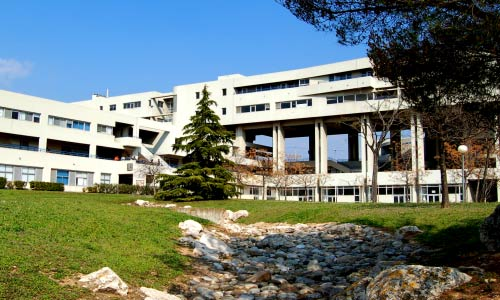
Locaux actuels de Centrale Marseille, au cœur du Technopôle de Château-Gombert

En 2010, l'École centrale de Marseille et l'IAE Aix-en-Provence signent une alliance stratégique afin de bâtir ensemble un pôle d'excellence scientifique et managérial à dimension internationale en région PACA.
En 2010, l'École centrale de Marseille rejoint la Fondation Centrale Initiatives sous l'égide de la Fondation de France, crée conjointement par l'École centrale de Lille et l'École centrale de Nantes.
En 2010, l'École centrale de Marseille rejoint l'École centrale de Lyon et l'École centrale de Nantes dans Centrale Innovation, une filiale commune de valorisation de la recherche.
En 2012, l'École centrale de Marseille crée un track de MBA avec Euromed Management (qui fusionnera en 2012 avec BEM pour former Kedge Business School) intitulé « Complexity, Innovation and Risk Management ».
En 2016, le regroupement «Aix-Marseille-Provence-Méditerranée» est créé par le décret no 2016-181 du 23 février. Il rassemble, sous forme d’association, les établissements du site (Université d’Aix-Marseille, École centrale de Marseille, Institut d’études politiques d’Aix-en-Provence, Université de Toulon, et Université d’Avignon et des pays de Vaucluse). Les compétences mises en commun concernent l'offre de formation, la qualité pédagogique, l'entrepreneuriat étudiant, la politique scientifique, la formation doctorale, la vie étudiante, l'attractivité du site, la gestion du personnel et des fonctions supports telles que les systèmes d'information, la politique d'achat et les ressources documentaires.
Depuis le 28 avril 2022, l’École est nouvellement dénommée « Centrale Méditerranée » au titre de nom d’usage par délibération du conseil d’administration (délibération 2022.04.28-07). Elle conserve en revanche le nom « Ecole centrale de Marseille » fixé par décret le 26 septembre 2006.
Le 9 mars 2023, la directrice Carole Deumié, accompagnée notamment de Christian Estrosi, maire de Nice, inaugure devant près de 150 invités le campus niçois de Centrale Méditerranée.

## Enseignement

### Recrutement

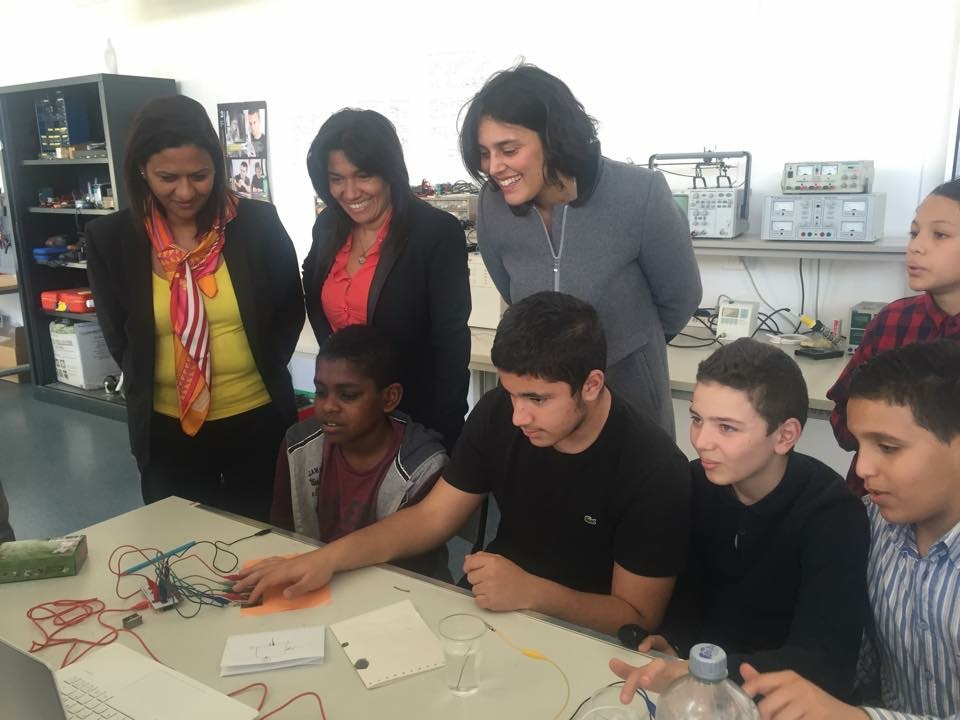
Samia Ghali et la ministre Myriam El Khomri en visite à Centrale Méditerranée.

L'admission à Centrale Méditerranée s'opère à travers plusieurs voies de recrutement, la très grande majorité des admis provenant des classes préparatoires aux grandes écoles (filières MP, MPI, PC, PSI et TSI). Depuis 2004, Centrale Méditerranée recrute ses étudiants par le concours Centrale-Supélec (considéré comme très sélectif) commun aux autres Écoles Centrale. Par ailleurs, des places sont également offertes aux étudiants venant de la voie universitaire par concours passerelle ainsi qu'aux étudiants étrangers dans le cadre d'un double diplôme.

### Formation d'ingénieur
La formation à Centrale Méditerranée est marquée par l'héritage des écoles dont elle est issue et par l’appartenance au groupe des Écoles centrales. En 2007 une réflexion a eu lieu sur le cursus de formation, inspiré de celui des autres Écoles centrales, ce cursus a été mis en œuvre à partir de la rentrée 2009, et se déroule en trois temps répartis sur trois ans.

#### 1ertemps: connaissance partagée et développement des compétences
Lors des trois premiers semestres, les élèves sont conduits à acquérir des connaissances dans les disciplines scientifiques fondamentales, mais également en matière de langues et cultures internationales ou encore de sciences sociales. Ils se familiarisent avec la résolution de problèmes complexes, avec le monde de l’entreprise à travers des stages et des rencontres organisées par l'école, et ils procèdent à des premiers choix d'enseignements. Les enseignements électifs sont proposés en une vaste liste recouvrant toutes les disciplines du tronc commun permettant aux élèves des ouvertures dans des domaines particuliers de leurs choix et une construction de leur projet personnel et professionnel.
Les enseignements sont de nature scientifique et technique et recouvrent un large spectre issu des compétences diversifiées des écoles fondatrices. Ils se déclinent notamment en :
- Sciences de base et sciences des spécialités (mathématiques fondamentales, algorithmique, mécanique et génie des procédés, physique quantique, optique électromagnétique, sciences de la matière, physique appliquée, théorie du signal et de l'information, électronique, chimie) pour environ de 45 % du volume horaire
- Sciences de l’ingénieur (analyse numérique, probabilités et statistiques, informatique, systèmes industriels et économiques, management) pour environ de 20 % du volume horaire
- Méthodes de l’ingénieur (gestion de projet, projet transverse) pour environ de 10 % du volume horaire
- Langues et cultures internationales pour environ de 10 % du volume horaire

#### 2etemps: ouverture internationale et parcours personnalisés
Le quatrième semestre de formation est personnalisé. Pour environ la moitié de la promotion, il donne l'occasion de réaliser un séjour international, de nature académique dans l'une des universités partenaires ou sous forme de stage en entreprise. Les élèves désirant poursuivre leurs études à Centrale Méditerranée choisissent, dans l'offre proposée, l'un des parcours scientifiques ou sociétaux.
Un choix de 5 parcours thématiques est proposé :
- Énergie durable
- Environnement et développement durable
- Sciences de l’information et société numérique
- Dynamique, mutation et crises
- Biotechnologies et santé

Le parcours nanosciences et nanotechnologies était proposé jusqu'à l'année scolaire 2015-2016.

#### 3etemps: approfondissement des savoirs et engagement professionnel
La dernière séquence pédagogique (correspondant aux cinquième et sixième semestres) permet 78 combinaisons à partir de 13 parcours d’approfondissement et de 6 filières métier sont proposées. En parallèle, un Master Recherche peut être choisi parmi une vingtaine de mentions. Les étudiants peuvent également décider de suivre la suite de leur formation hors de Centrale Méditerranée avec éventuellement 2 semestres supplémentaires, à l'instar d'un double diplôme international, un double diplôme avec l'IAE ou l'IEP d'Aix-en-Provence, d'une césure professionnelle ou académique ou encore d'une poursuite de la formation dans une autre École Centrale (mobilité inter Centrale). Un travail de fin d'études (TFE) de 24 semaines achève systématiquement le cursus. Il est réalisé en entreprise ou en laboratoire, en France ou à l'international.
Les 13 parcours d'approfondissement sont répartis dans 6 options :
MECA : MECAnique
- Acoustique industrielle
- Modélisation mécanique des matériaux et des structures
- Fluides : énergie, transports, environnement, santé
- Génie mer

GREEN : biotechnoloGie, ingénieRie, Environnement, Énergie
CLIMATHS : Mathématiques et Modélisation pour le Climat, la Terre et l'Humain
IRIS : Photonique et systèmes innovants
MMEFI : Mathématiques, Management, Économie, Finance
- Gestion quantitative
- Mathématiques appliquées à la finance et l’assurance

INFO - DO-IT : Développement et Organisation en IT
- Développement / Informatique
- Systèmes d’information (SI) / Management
- Modélisation / Gestion de projet

INFO - IAM : Intelligence Artificielle et Apprentissage Machine
- Mathématiques de l'apprentissage machine
- Science des données
- ML-Ops

SIC : Signaux Images et Communications
- Signaux et perception
- Systèmes communicants

Parallèlement, six filières métier sont proposées :
- Recherche et développement : Propriété industrielle, méthodologie, financement, valorisation, créativité
- Conception, Bureau d’études : Design, CAO, analyse de la valeur
- Production, Logistique : Gestion de production, GPAO, qualité, maintenance, sécurité, logistique
- Audit & Conseil : Analyse et stratégie d’accompagnement des entreprises
- Management d’entreprise et entrepreneuriat : management, marketing, contrôle de gestion
- Management opérationnel : en partenariat avec l'IAE d'Aix-en-Provence

### Masters recherche
Les élèves de l'école peuvent entreprendre des études doctorales en suivant, en parallèle avec la troisième année, un master-recherche.
Centrale Méditerranée est co-habilité à délivrer les masters recherches suivant :
- Master mention Énergie nucléaire
- Master mention Génie des procédés
- Master mention Informatique
- Master mention Instrumentation
- Master mention Matériaux
- Master mention Mathématiques et applications
- Master mention Mécanique, physique et ingénierie
- Master mention Micro et nanoélectronique
- Master mention Physique
- Master mention Chimie
- Master mention Sciences économiques

### Mastères spécialisés
L'école propose 2 mastères spécialisés :
- Création d'entreprise et défis de l'innovation, en partenariats académiques avec l'IAE Aix-en-Provence et le centre d'Aix-en-Provence d'Arts et Métiers ParisTech, et en partenariats professionnels avec la pépinière d'entreprises Marseille Innovation, l'incubateur national multimédia Belle de mai, l'incubateur régional Impulse et la SATT Sud Est.
- Ingénierie et énergies marines, labellisé par le Pôle Mer PACA.

## La recherche

### Les laboratoires
Huit laboratoires de recherche de la région marseillaise sont sous la tutelle de l'école (en cotutelle avec Aix Marseille Université et le CNRS). La grande majorité des enseignants de l'école y exercent une activité de recherche.
Les laboratoires partenaires :
- Laboratoire de Mécanique et d'Acoustique (LMA)
- Institut Fresnel, Sciences et technologies de l'optique, l'électromagnétisme et l'image
- IRPHE, Institut de recherche sur les phénomènes hors équilibre
- Institut des sciences moléculaires de Marseille (iSm2)
- M2P2, Mécanique Modélisation et Procédés Propres
- GREQAM, Groupe de recherche en économie quantitative
- LATP, Laboratoire d’analyse, topologie, probabilités
- LIS, Laboratoire d’informatique et systèmes

L'École est de plus partenaire de trois laboratoires d'excellence (LABEX) : MEC (Mécanique, Énergie Complexité), AMSE (École d'économie d'Aix Marseille), Archimède (Mathématiques et informatique).

## Classements
Classements nationaux (classée en tant que Centrale Méditerranée au titre de son diplôme d'ingénieur)
| Nom                | Année | Rang |
| ------------------ | ----- | ---- |
| Le Figaro Étudiant | 2023  | 22   |
| L’Étudiant         | 2023  | 17   |
| DAUR Rankings      | 2022  | 22   |
| Génération Prépa   | 2023  | 16   |

## Ouverture internationale
L'école compte 60 élèves internationaux par promotion, notamment des élèves brésiliens, marocains, chinois et japonais. L'école dispose de 86 accords de partenariat en Europe et dans le monde, ce qui permet à de nombreux étudiants d'effectuer un double-diplôme dans les établissements partenaires. 
L'école profite également des accords établis dans le cadre du réseau TIME, réseau européen, en tant que membre à part entière, et qui permet aux étudiants du programme "ingénieur centralien" de bénéficier de semestres académiques à l'étranger dans des établissements partenaires de renom ou des double-diplômes (format "2+2").

## Quelques anciens élèves
- Simon Méry, industriel français, cofondateur en 1899 de l'entreprise d'automobile Turcat-Méry[23]
- Alexandre Favre (1931), professeur émérite à l'Université de la Méditerranée, membre de l'académie des sciences[24]
- Alain Dutheil (1969), directeur général du groupe STMicroelectronics de 2005 à 2011[25], président du conseil d'administration de l'École centrale Méditerranée depuis 2011[26]
- Hugues Souparis (1979), fondateur et PDG de Hologram Industries, parrain des promotions 2013 et 2020
- Malika Haimeur (1984), chimiste
- Franck Lacroix (1986), directeur général adjoint chez Engie depuis 2023[27]
- Jean-René Cazeneuve, député français
- François Locoh-Donou (1994), directeur général de F5 Networks
- Mathieu Lefebvre (2004), président-directeur général de Waga Energy
- Brice Lecompte (2009), cofondateur de Singulart (en), la plus grande galerie d'art contemporain dématérialisée au monde[réf. nécessaire]

## Identité visuelle

Ancien logo utilisé entre 2006 et 2022
Ancien logo utilisé en 2022
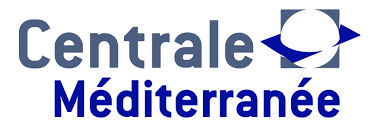
Logo actuel